# 이스트 웨스트 항공 (인도)
이스트 웨스트 항공(영어: East-West Airlines)은 과거 인도에 존재했던 민간 항공사이다. 1991년 인도 정부가 항공업계에 있던 규제를 완화하기 위해 시행한 하늘 개방 정책(Open Skies policy)에 따라 설립된 인도 최초의 민간 항공사였으며 1992년에 운항을 개시했다.
1995년에는 뉴델리, 첸나이, 뭄바이에 사무소를 개업했고 보잉 737-200s 8대, 포커 F27s 3대로 구성된 항공기 11대를 임대해서 운행했다. 하지만 항공 사고, 이사진의 총격 피살, 막대한 부채 증가 등으로 인해 큰 타격을 입었고 결국 1996년 8월 8일을 기해 운항을 중단했다.